# Hřebečníky
Hřebečníky település Csehországban, Rakovníki járásban. Hřebečníky Hracholusky, Čilá, Hradiště, Slabce, Skryje, Pavlíkov, Karlova Ves és Branov településekkel határos. Lakosainak száma 250 fő (2024. január 1.).

## Népesség
A település lakosságának változását az alábbi diagram mutatja:
| Lakosok száma | 1147 | 1095 | 916  | 506  | 303  | 276  | 238  | 246  | 247  | 250  |
|               | 1869 | 1890 | 1921 | 1950 | 1980 | 2001 | 2017 | 2019 | 2022 | 2024 |